# Ossau-Iraty
L'ossau-iraty è un formaggio francese prodotto dal latte di pecora a pasta semidura non cotta, nel dipartimento dei Pirenei Atlantici e in qualche comune degli Alti Pirenei. Dal 1980 gli è stata riconosciuta la Denominazione d'origine controllata dal 2003 il marchio europeo di Denominazione di origine protetta.

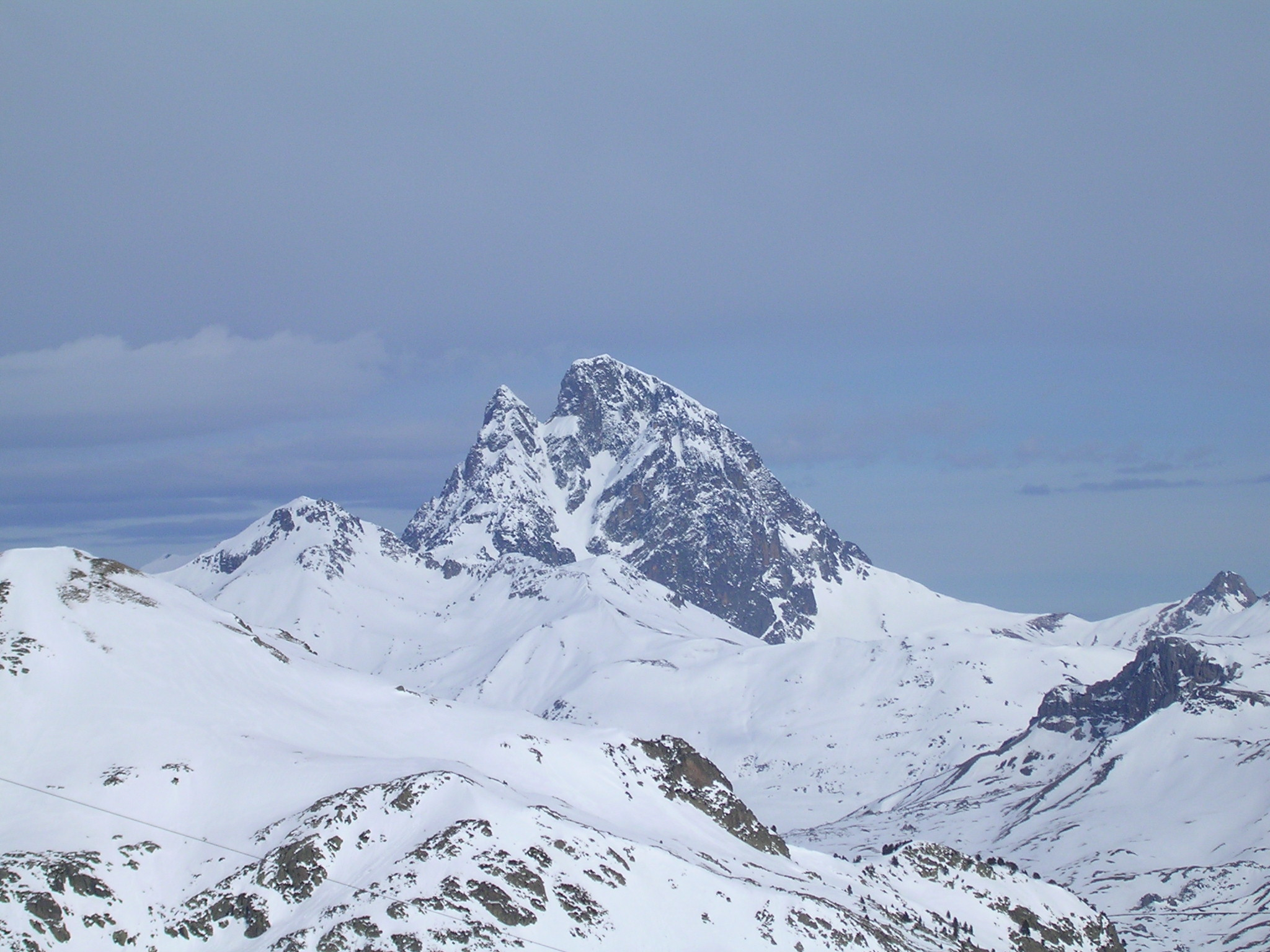
Pic du Midi d'Ossau d'inverno

Il formaggio ebbe origine del Paese basco francese e del Béarn. Etimologicamente il nome Ossau-Iraty ha origine dal Pic du Midi d'Ossau e dalla foresta d'Iraty.
Nel 2011, un ossau-iraty è stato classificato World’s Best Unpasteurised Cheese (Miglior formaggio al latte crudo del mondo) e Best French Cheese (Miglior formaggio francese) in un concorso tenutosi in Inghilterra.
L'area geografica della denominazione d'origine si estende per circa 600000 ha e rappresenta il secondo bacino di raccolta in Francia dopo quello del roquefort.

## La produzione del latte

### Le razze ovine
Il decreto di Denominazione d'origine controllata prevede che il formaggio venga prodotto con latte di pecore appartenenti a razze locali; esse sono la razza basco-béarnese, la manech-testa rossa e la manech-testa nera. La prima razza proviene dai Pirenei e le altre due da razze giunte dall'Asia tramite gli Arabi nel VII secolo. Nessuna di queste ha subito incroci con le razze merino.
Tradizionalmente, la pecora basca occupa una zona orientale del paese basco e quella béarnese il Béarn.
La vicinanza razziale tra le due ha provocato la fusione del loro libro genealogico in basco-béarnese. La razza è stata riconosciuta dal Ministero francese dell'Agricoltura nel 1970.
La manech-testa rossa popola le zone più ricche: la Bassa Soule e la Bassa Navarra. Le pecore sono allevate localmente tutto l'anno o per quelle che transumano, rimangono negli alpeggi solo quattro mesi nel periodo estivo.
La manech testa-nera viene allevata sulle montagne basche: foresta d'Iraty, Alta Soule e la valle degli Aldude. Le pecore sono rustiche e allevate in piccoli greggi di poli-allevamento: da 10 a 15 mucche che allattano valorizzano le migliori erbe e il resto è pascolo per le pecore. D'estate le greggi transumano verso gli alpeggi, che, insieme alla loro custodia, sono gestiti da commissioni sindacali delle valli.

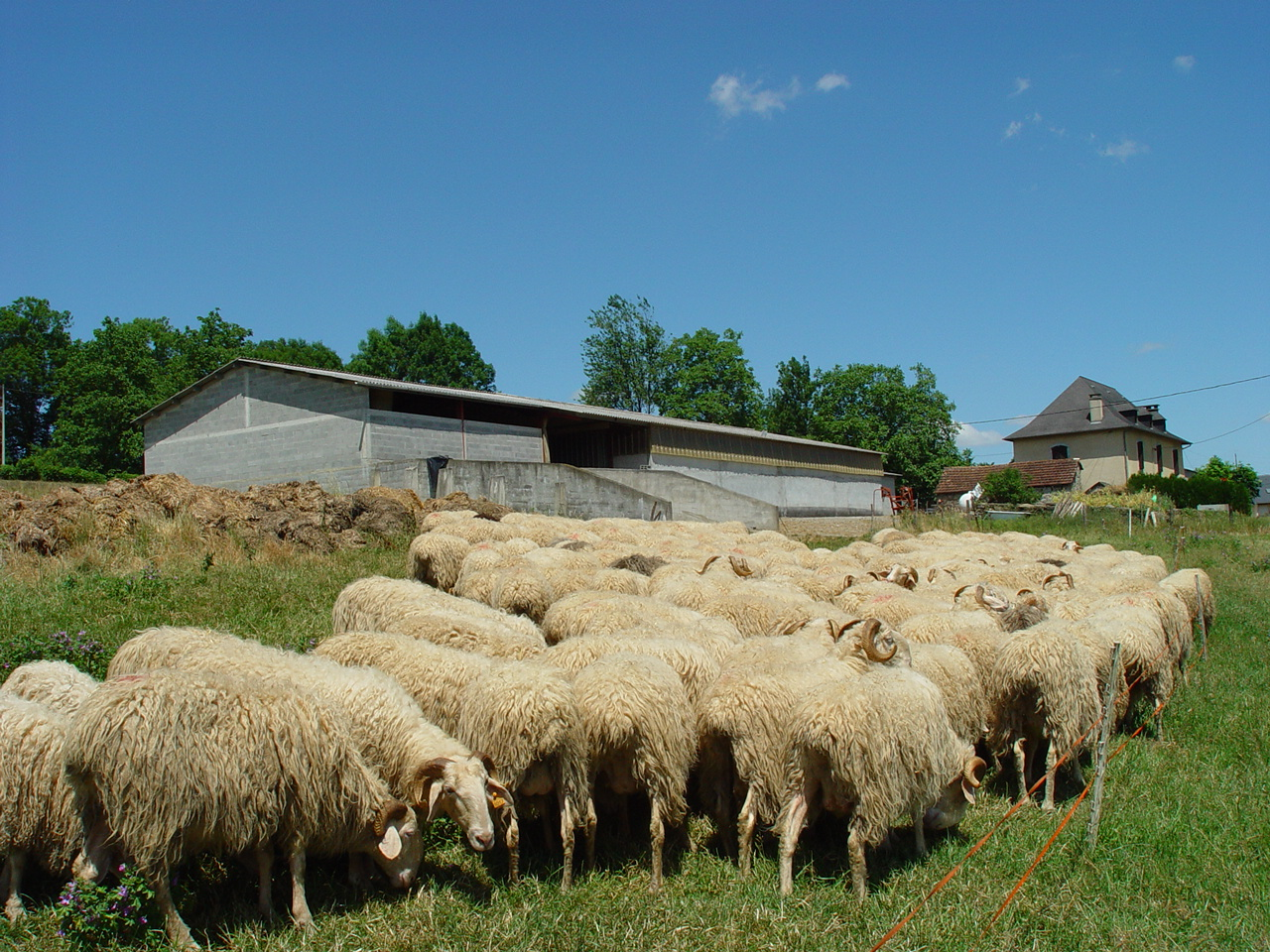
Gregge di basco-béarnesi.
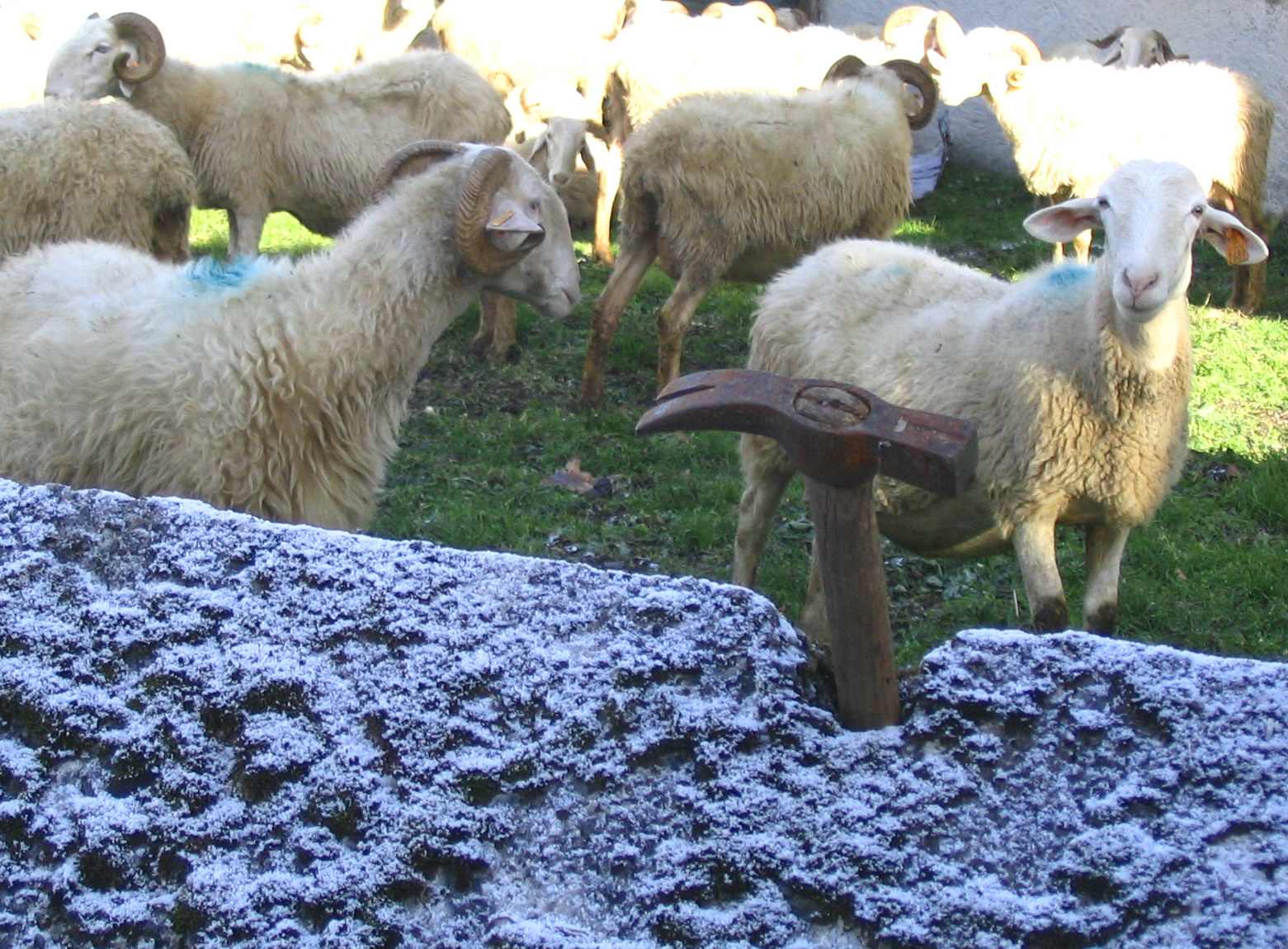
Pecore basco-béarnesi a Laruns.
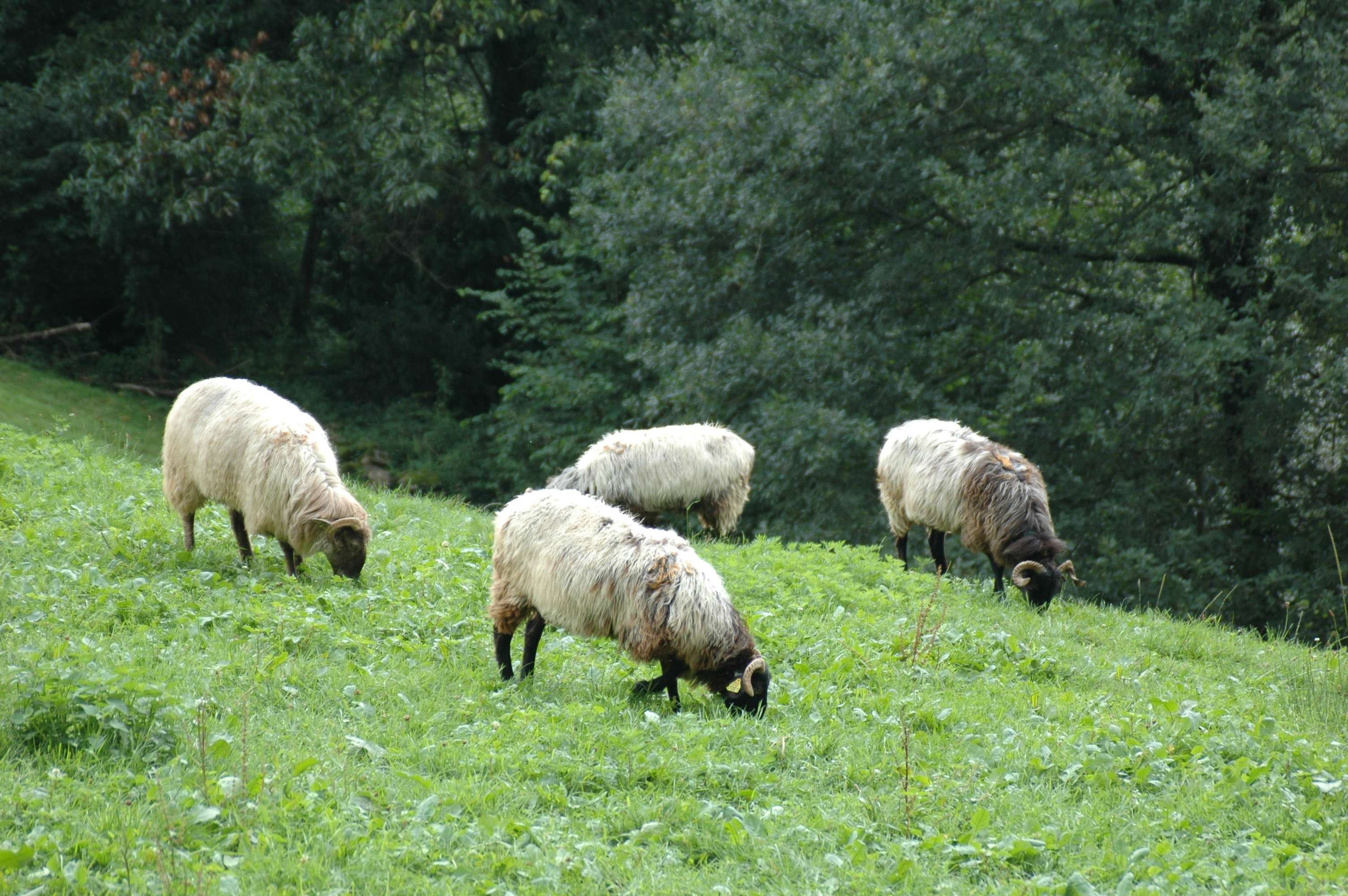
Manech testa-nera.
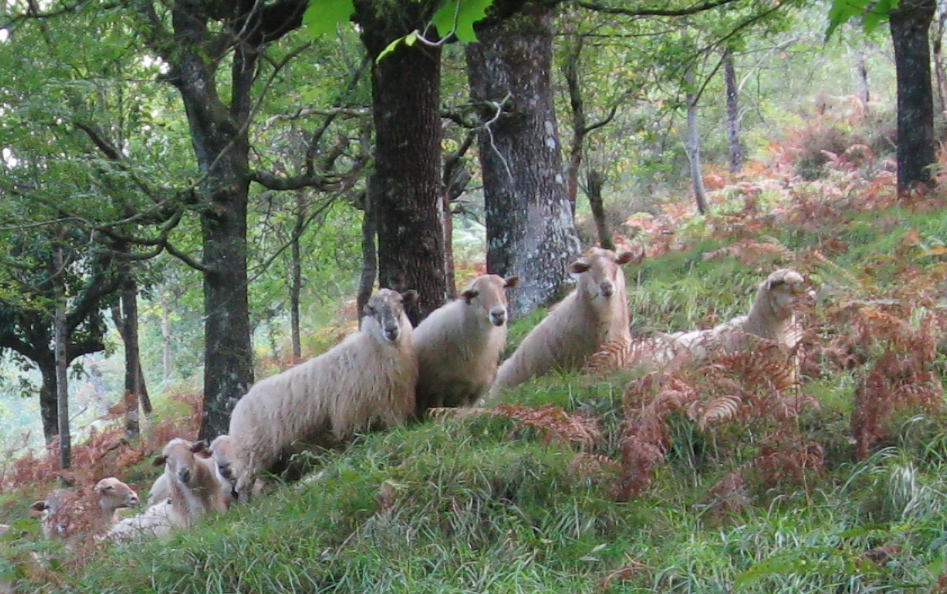
Manech testa-rossa.

La presenza di montoni destinati alla produzione di carne deve essere segnalata ai servizi di controllo e non è consentita la presenza di animali geneticamente modificati.

## Allevamento

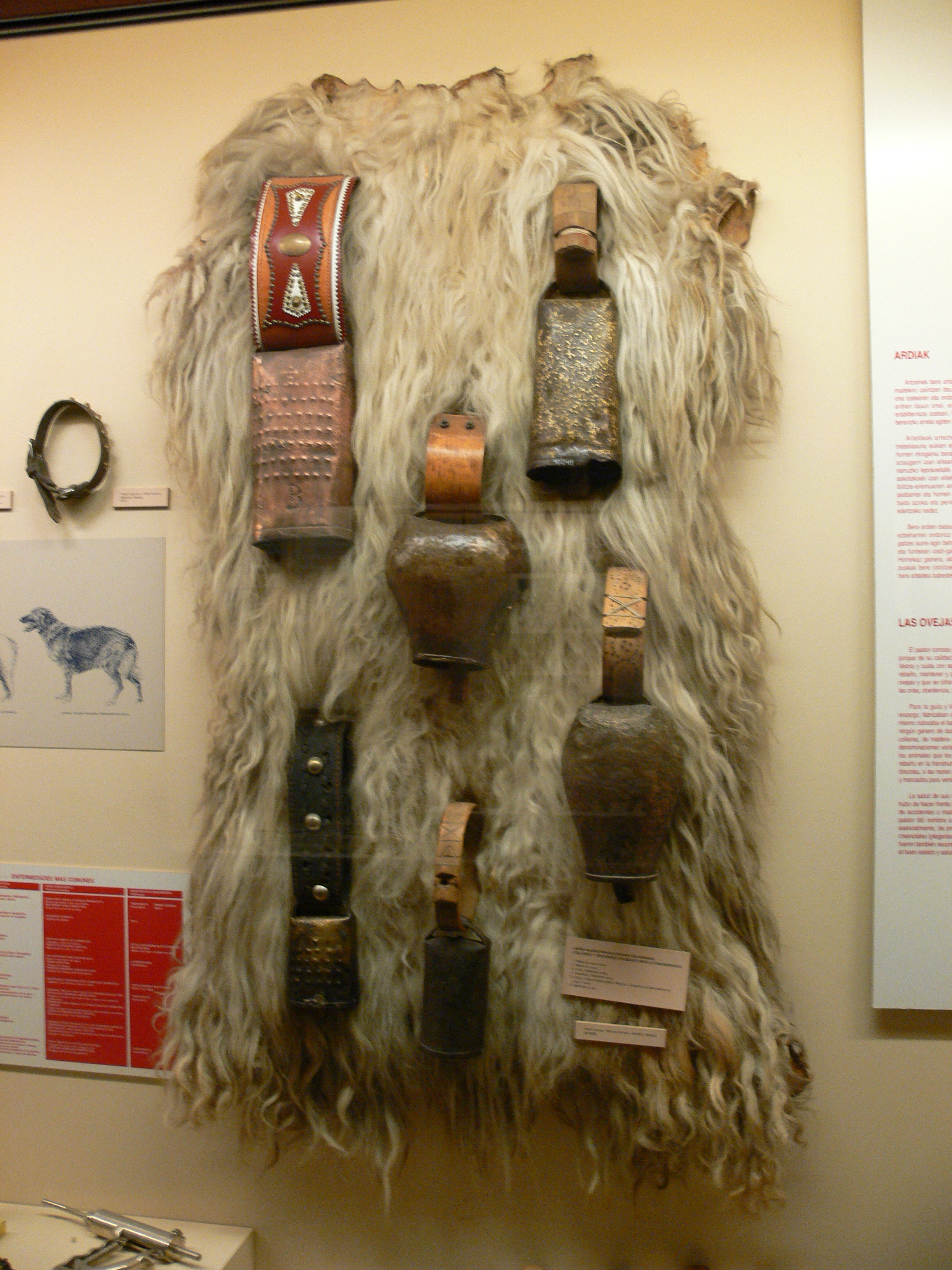
Esempi di campanacci nel museo basco delle pecore di Bilbao.

L'alimentazione delle pecore si fa con prodotti essenzialmente originari dell'area di denominazione. La distribuzione di prodotti di provenienza al di fuori di quest'area è limitata a 320 kg di materia secca per pecora. La razione degli animali è costituita da erbe fresche di pascolo, di foraggio fresco o secco (fieno), di paglia e di foraggio fermentato (l'insilamento è consentito fino al 2018). L'apporto di alimenti miscelati e di alimenti concentrati è regolato dai «quaderni di carico della denominazione d'origine». Le pecore devono pascolare almeno 240 giorni.
La produzione di organismi geneticamente modificati è vietata sulle terre su cui si produce il latte e il foraggio OGM è vietato agli animali. In caso di circostanze climatiche eccezionali, l'INAO può autorizzare l'acquisto di alimenti estranei all'area in quantità superiore a quella normalmente consentita, sentito il parere dell'apposita commissione di produzione.

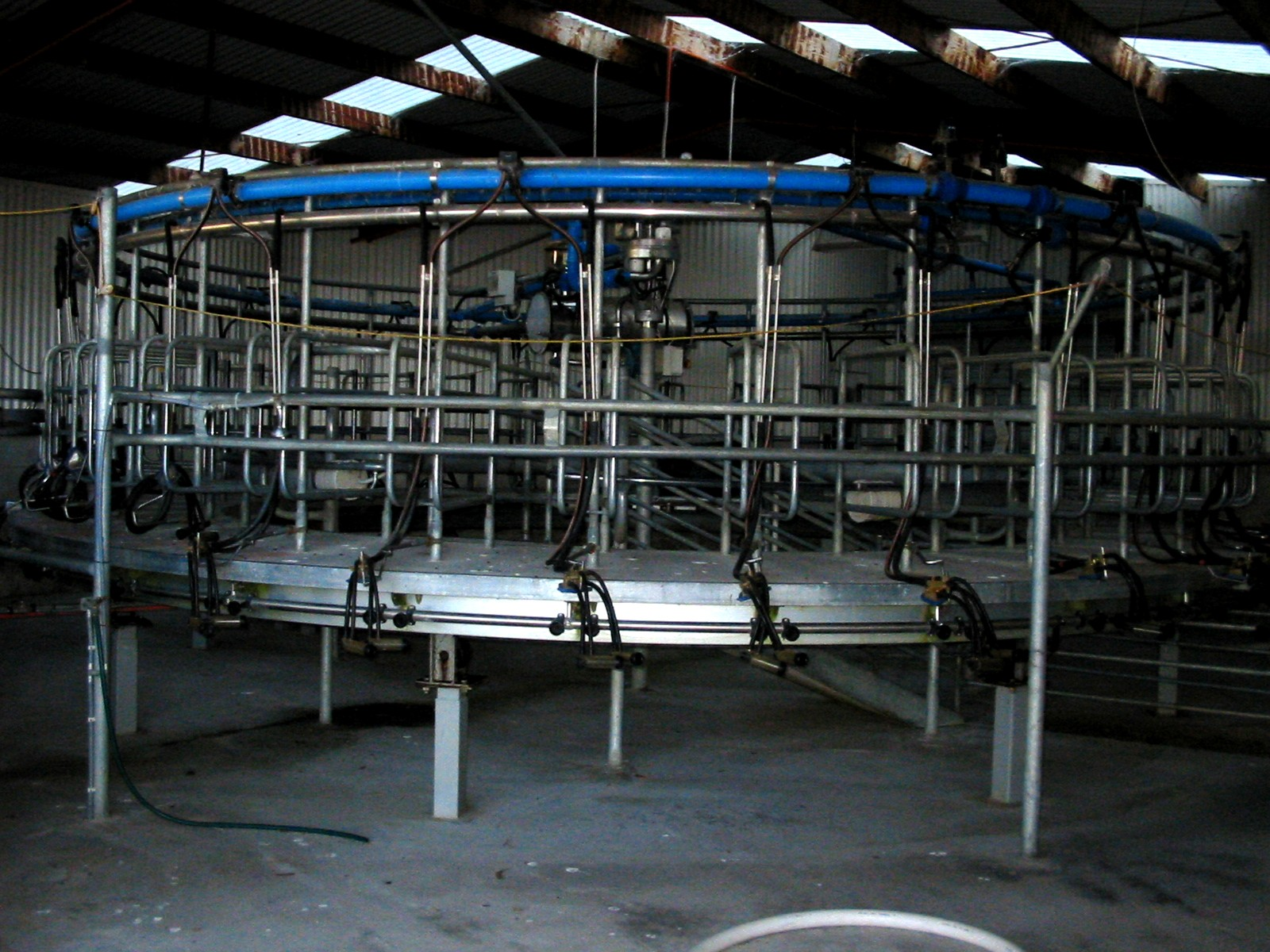
Mungitrice per pecore

La mungitura delle pecore non inizia che venti giorni dopo il parto: prima il latte è riservato agli agnelli, non essendo la sua composizione idonea alla produzione casearia. Il periodo della lattazione non supera i 265 giorni e la mungitura è vietata nei mesi di settembre e ottobre. La produzione di latte delle pecore non deve superare i 300 litri per lattazione, mediamente ripartiti su tutto il gregge e il latte deve presentare una ricchezza in residuo secco di almeno 110 grammi per litro (valor medio per lattazione).
La fertilizzazione delle terre è definita da un regolamento tecnico. Chiunque si occupi dello spandimento del fertilizzante deve tenere un registro sul quale annotare tutte le operazioni di spandimento effettuate.

## Transumanza e produzione estiva

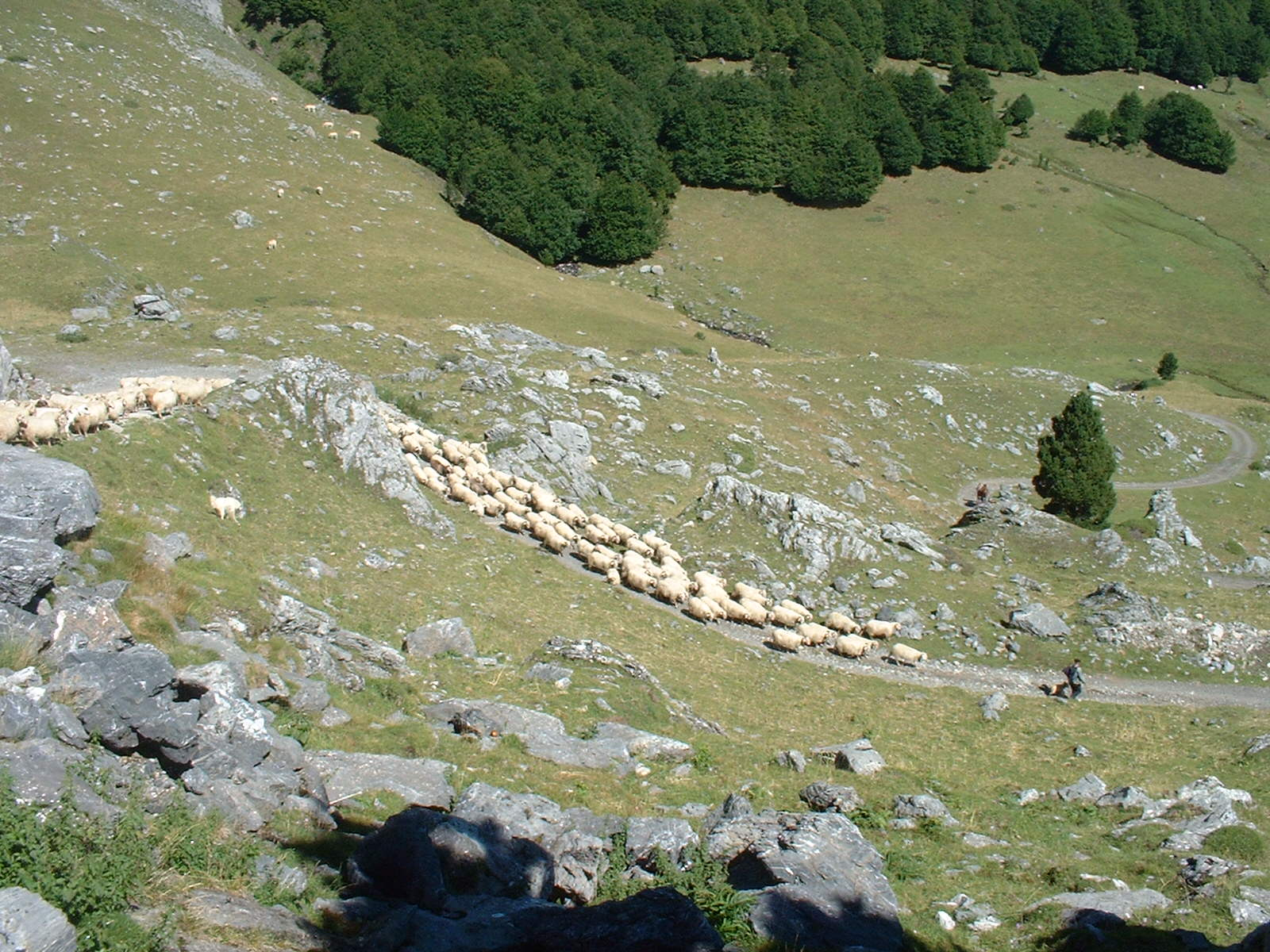
Montoni transumanti verso la valle nel Parco nazionale dei Pirenei (alpeggio).

La produzione locale estiva si basa su una gestione collettiva dei pascoli. Tutti gli anni hanno luogo elezioni per decidere il numero di pecore, la fabbricazione del formaggio o la gestione dei cayolar, malghe di altitudine.
Ogni cayolar è gestito in modo diverso secondo gli usi e i costumi; alcuni sono diventati proprietà della comunità di comuni, di collettivi locali o del Parco nazionale. Essi hanno partecipato al finanziamento delle ristrutturazioni al fine di apportare maggior comfort ai pastori, ma anche alla messa a norma sanitaria dei laboratori di trasformazione casearia.
Nel 1994, una direttiva europea impose una messa a norma dei locali di fabbricazione del formaggio estivo. Il provvedimento sollevò numerose proteste per l'impegno finanziario che richiedeva. Alla fine i produttori del Béarn si mobilitarono per avere i finanziamenti necessari. Parallelamente essi decisero di creare un marchio di "formaggio estivo" e un'associazione di allevatori estivi delle tre valli. (valli d'Aspe, valli di Barétous e valle d'Ossau)
Essi s'imposero anche condizioni di allevamento più severe di quelle della Denominazione di origine controllata:
- spandimento estivo delle sole deiezioni prodotte in alpeggio negli spazi di contenimento notturni
- solo una razione di cereali e di sali minerali può essere aggiunta all'erba fresca pascolata
- il formaggio estivo può provenire solo dal latte delle pecore munte in estate sugli alpeggi
- la fabbricazione del formaggio può avvenire solo nelle malghe estive, necessariamente diverse dai laboratori invernali

La denominazione è dunque riservata ai soli allevatori di fattoria.
L'associazione Slow food ha fatto del formaggio estivo un prodotto sentinella. Questa definizione indica un prodotto originale in pericolo che richiede un sostegno per aiutare la sua valorizzazione e il riconoscimento della sua qualità.

## Lavorazione del formaggio

### Preparazione
La concentrazione del latte per eliminazione parziale di acqua è vietata. I soli prodotti che possono essere aggiunti al latte destinato alla produzione del formaggio sono il presame (con l'aggiunta di poca acqua per la sua miglior soluzione), il sale e i fermenti lattici NON OGM. Nella produzione artigianale è autorizzato il trattamento termico del latte.
Al latte delle pecore viene aggiunto il caglio con un ritardo non superiore alle 40 ore dopo la prima mungitura nella produzione contadina e 48 ore nella produzione artigianale. Per questo il latte viene riscaldato a una temperatura tra i 28 e i 35 °C e il presame aggiunto (meno di 3 cm³ per ogni 10 litri di latte). Quest'ultimo provoca la cagliata del latte, che viene in seguito tagliata e rimestata per un'ora. Le operazioni possono comprendere anche un riscaldamento al di sotto di 44 °C (limite oltre il quale non si può più parlare di formaggio di "latte crudo"). I granuli di cagliata così ottenuti devono avere dimensioni inferiori a 1 cm³.
La cagliata viene successivamente posta in forme perforate per la sgocciolatura. Le forme cilindriche per formaggi di piccola taglia hanno un diametro da 18 a 20 cm e un'altezza da 7 a 10 cm. Solo i produttori di fattoria possono utilizzare grandi forme di dimensioni da 24 a 28 cm di diametro e da 9 a 15 cm di altezza. Le forme piene di cagliata sono quindi poste sotto pressione per estrarne il siero di latte. Nel corso dell'operazione i futuri formaggi vengono capovolti almeno una volta.
La sformatura ha luogo quando il loro pH è sceso sotto il valore di 5,5. I formaggi vengono salati con sale secco o con salamoia. Il congelamento del latte, della cagliata o del formaggio sono vietati.

### Stagionatura

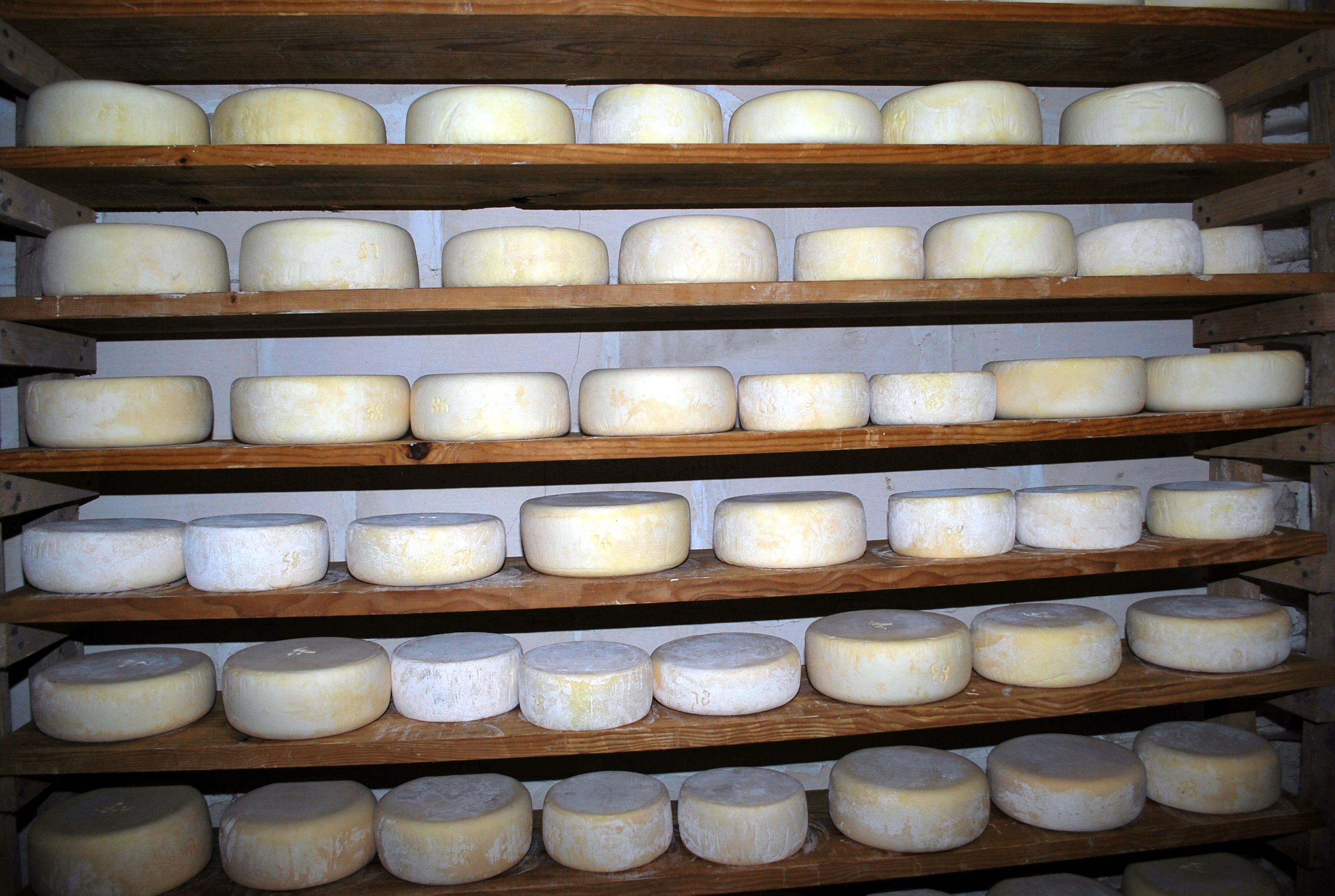
Inizio stagionatura, i formaggi sono bianchi.

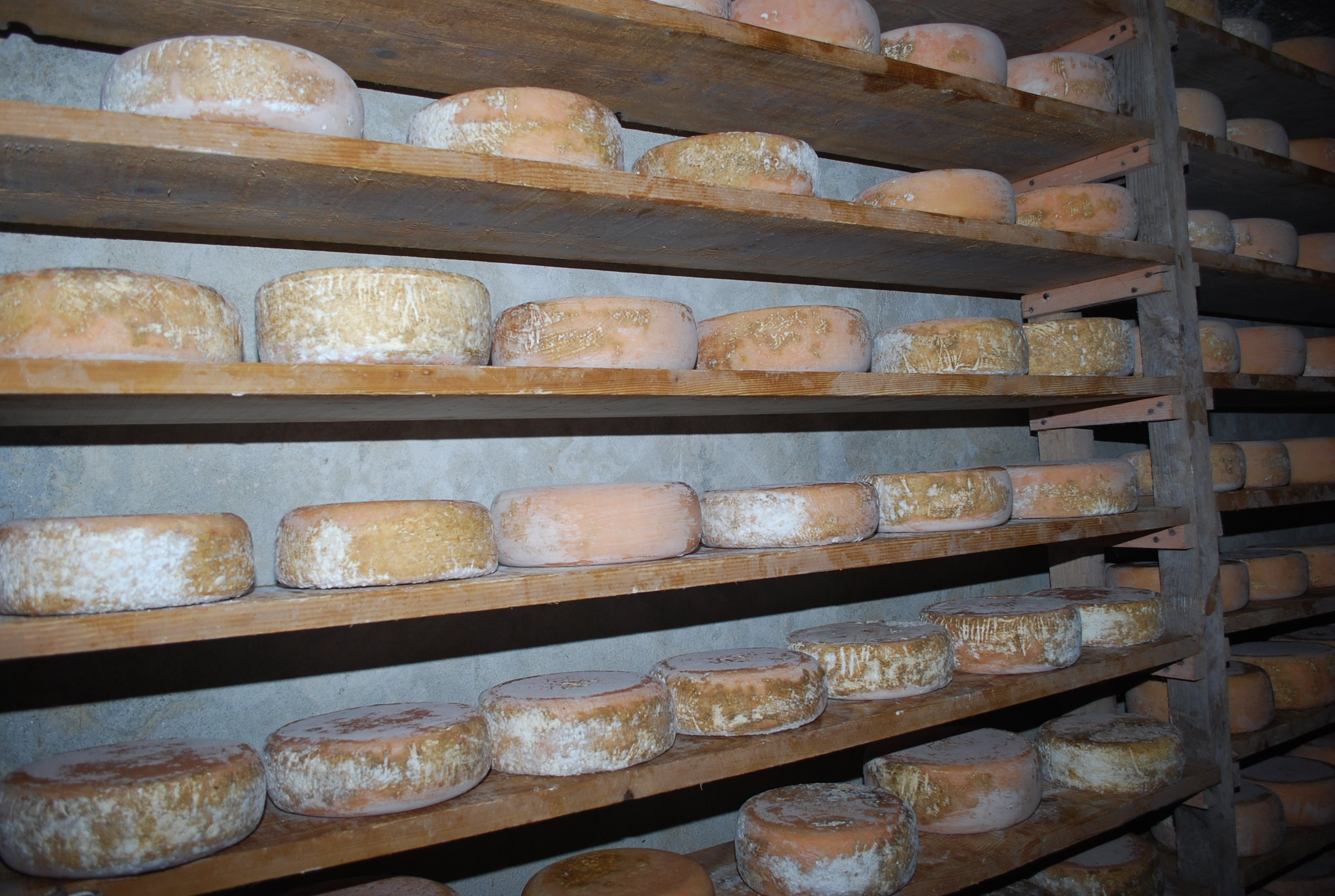
Stagionatura più avanzata: i formaggi prendono un color frumento.

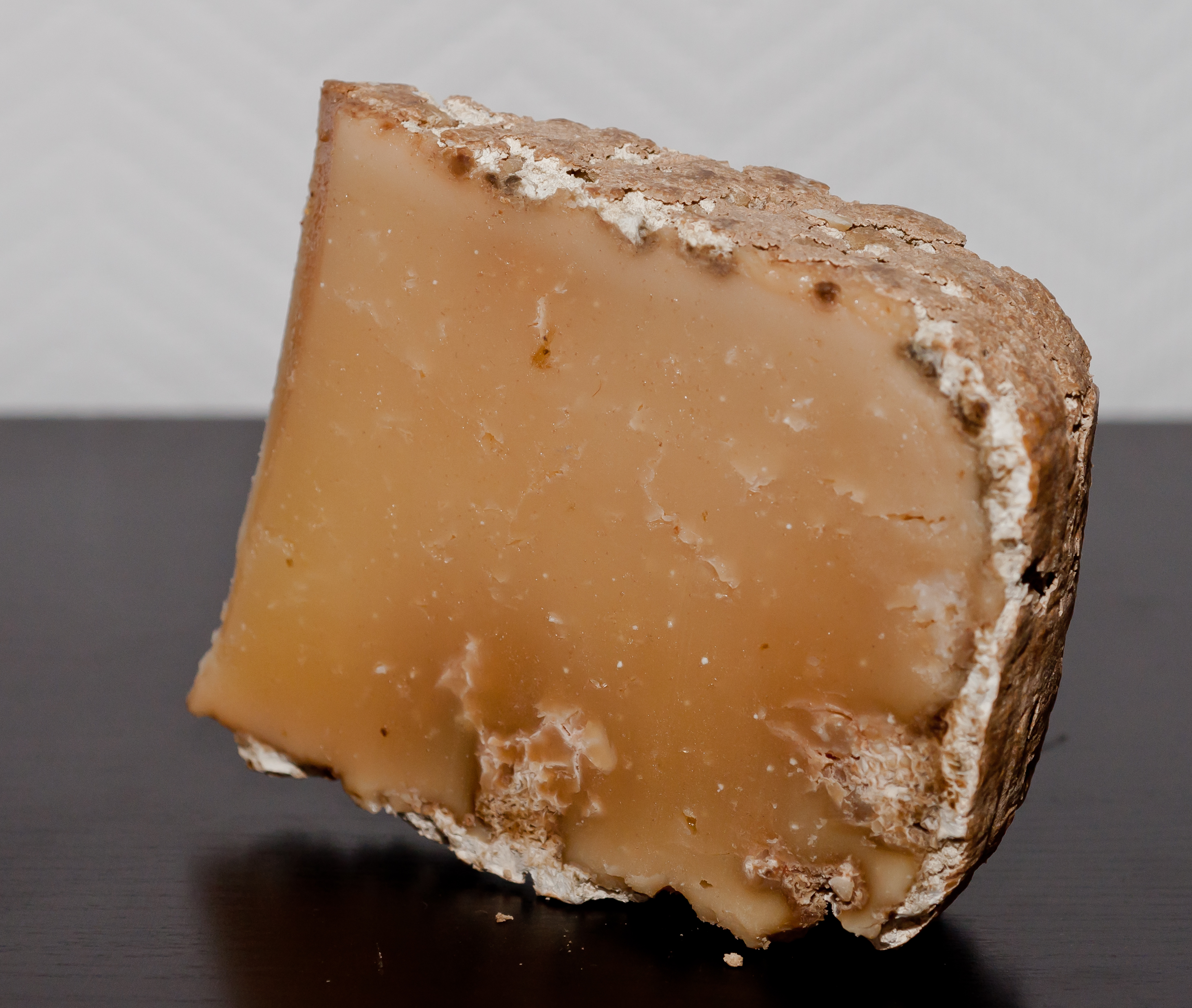
Porzione d'Ossau-iraty invecchiato

I formaggi freschi vengono messi in cantine per la stagionatura. La temperatura è compresa tra i 6 e i 15 °C e l'umidità superiore al 75 %. Essi vengono rivoltati e spazzolati in superficie, sia a secco che con una soluzione di acqua, sale e fermenti lattici di stagionatura. Vengono in seguito piazzati su tavole nei salatoi e nuovamente rivoltati e spazzolati per eliminarne le muffe. Infine vengono lavati con una soluzione a base di salamoia per favorire la formazione della crosta esterna.
La durata della stagionatura è di almeno 80 giorni, per le forme di piccole dimensioni (2–3 kg), e di 120 giorni, per quelle da 4 a 7 kg.

## Condizioni
Il formaggio deve portare un'etichetta che cita obbligatoriamente la denominazione appellation d'origine contrôlée e ossau-iraty. Le uniche altre diciture ammesse sono il nome e le coordinate del produttore o il suo marchio commerciale e la citazione (facoltativa) di fromage fermier.
L'ossau-iraty può essere commercializzato anche in pezzature (fette) confezionate, a condizione che ogni pezzatura contenga una parte di crosta caratteristica e un'etichettatura che riproduca le stesse informazioni previste per le forme intere.

## Degustazione
Le forme sono cilindriche o leggermente convesse, quelle piccole pesano da 2 a 3 kg cadauna e quelle grandi dai 4 ai 7 kg.
La sua crosta, dura, ha un colore che va dal giallo-arancio al grigio-cenere. All'interno la pasta è color giallo-avorio, omogenea, con rare e piccole aperture. La consistenza è fondente.
Il periodo di consumo ideale va da giugno a novembre dopo una stagionatura da 4 a 6 mesi, ma si consuma bene anche da maggio a dicembre e una stagionatura lunga consente un buon consumo tutto l'anno.
Lo si consuma a temperatura ambiente per poterne percepire tutti gli aromi. Localmente è spesso servito con marmellata di ciliegie scure, ma può anche essere servito in cubetti a mo' di aperitivo, far parte di un piatto di formaggi, di un'insalata o grattugiato.
Come vini, l'ossau-iraty si accompagna bene con vini rossi o con champagne démi-sec.